# Hans-Jürgen Dörner
Hans-Jürgen Dörner (Görlitz, Alemania Oriental, 25 de enero de 1951 - Dresde, Alemania, 19 de enero de 2022) fue un jugador y entreandor de fútbol nacido en Alemania Oriental. Sus dotes defensivas llegaron a compararse con las del mismísimo Franz Beckenbauer.
En 1981 obtuvo el diploma en Educador físico por la Deutsche Hochschule für Körperkultur.

## Trayectoria

### Jugador
| Club          | País              | Año       |
| ------------- | ----------------- | --------- |
| Dinamo Dresde | Alemania Oriental | 1968-1985 |

### Entrenador
| Club                                  | País              | Año       |
| ------------------------------------- | ----------------- | --------- |
| Selección de Alemania Oriental sub-23 | Alemania Oriental | 1985-1990 |
| Werder Bremen                         | Alemania          | 1996-1997 |
| FSV Zwickau                           | Alemania          | 1998-1999 |
| Al-Ahly                               | Egipto            | 2000-2001 |
| VfB Leipzig                           | Alemania          | 2001-2003 |
| Radebeuler                            | Alemania          | 2005-2007 |

## Palmarés
| Título       | Equipo        | País                          | Año     |
| ------------ | ------------- | ----------------------------- | ------- |
| FDGB-Pokal   | Dinamo Dresde | República Democrática Alemana | 1971    |
| DDR-Oberliga | Dinamo Dresde | República Democrática Alemana | 1970-71 |
| DDR-Oberliga | Dinamo Dresde | República Democrática Alemana | 1972-73 |
| DDR-Oberliga | Dinamo Dresde | República Democrática Alemana | 1875-76 |
| FDGB-Pokal   | Dinamo Dresde | República Democrática Alemana | 1977    |
| DDR-Oberliga | Dinamo Dresde | República Democrática Alemana | 1976-77 |
| DDR-Oberliga | Dinamo Dresde | República Democrática Alemana | 1977-78 |
| FDGB-Pokal   | Dinamo Dresde | República Democrática Alemana | 1982    |
| FDGB-Pokal   | Dinamo Dresde | República Democrática Alemana | 1984    |
| FDGB-Pokal   | Dinamo Dresde | República Democrática Alemana | 1985    |